# Кленк, Маргарет
Маргарет Кленк (англ. Margaret Klenck; род. 9 января 1953, Рединг, Пенсильвания) — американская актриса. Глава сообщества юнгианского анализа и президент Ассоциации психоаналитиков-юнгианистов.

## Карьера
Актёрская карьера Кленк началась в 1977 году после окончания  Американского театра-консерватории в Сан-Франциско. В 1978 году она начала играть Эдвину «Куки» Льюис в мыльной опере «Одна жизнь, чтобы жить» и исполняла эту роль до 1985 года. Также играла Китти Филдинг в сериале «Как вращается мир».
Выступала в театрах по всей стране и на Бродвее. Критики заметили её благодаря главной роли в криминальной теледраме 1986 года режиссёра Рика Кинга «Сложный выбор», в которой она сыграла социального работника, влюбляющегося в своего подопечного, имеющего проблемы с законом. Также появлялась в эпизодах телесериалов.
26 августа 1993 года The New York Times ошибочно напечатал её некролог, перепутав Маргарет с покойной афроамериканской актрисой, чьё имя Эдвина Льюис соответствует имени персонажа Кленк в «Одна жизнь, чтобы жить». Льюис умерла от сердечного приступа в возрасте 42 года за три дня до появления некролога. По словам Кленк, в этой истории она нашла и положительный момент — огромное количество людей обеспокоила её псевдосмерть, и она даже пожалела, что не сможет увидеть свои похороны. Маргарет отметила позже, что этот случайный некролог стал толчком ухода из актёрства.
Маргарет Кленк является юнгианским аналитиком в частной практике и президентом Ассоциации юнгианской психоаналитиков в Нью-Йорке, где она также руководит преподаёт. Является членом Института Юнга в Филадельфии и работает в Институте Блэнтон-Пи. Читает лекции и преподаёт на национальном и международном уровне. Окончила Институт Юнга Нью-Йорка и имеет звание мастера Богословия (MDiv) от Нью-Йоркской объединённой теологической семинарии, где она занимается вопросами психологии и религии. В 2004 году Кленк участвовала в дискуссии с учёными, теоретиками и преподавателями в двухсерийном документальном мини-сериале «Вопрос о Боге: Зигмунд Фрейд и К. С. Льюис», обсуждая существование или несуществование Бога, основываясь на идеях об источниках морали и других признаках.

## Личная жизнь
Замужем за кинооператором и режиссёром — Томом Харвитцем, у них один ребёнок — сын Николас.

## Фильмография
| Год       |    | Русское название                          | Оригинальное название                           | Роль                               |
| --------- | -- | ----------------------------------------- | ----------------------------------------------- | ---------------------------------- |
| 1973—1993 | с  | Как вращается мир                         | One Life to Live                                | Мэрион Грэм Бертон / Китти Филдинг |
| 1979—1984 | с  | Одна жизнь, чтобы жить                    | One Life to Live                                | Эдвина Льюис                       |
| 1984      | ф  | Сложный выбор                             | Hard Choices                                    | Лора Стивенс                       |
| 1986      | с  | Звездный человек                          | Starman                                         | Кейси Флинн                        |
| 1986      | с  | Сумеречная зона                           | The Twilight Zone                               | Дениз Макдауэлл                    |
| 1986      | с  | Сказки с тёмной стороны                   | Tales from the Darkside                         | мама                               |
| 1988      | тф | Мой отец, мой сын                         | My Father, My Son                               | Кэти                               |
| 1989      | с  | Уравнитель                                | The Equalizer                                   | Лора                               |
| 1990      | ф  | Сдвиг по фазе                             | Loose Cannons                                   | Ева Браун                          |
| 1991      | тф | Бандитское правосудие                     | Dead and Alive: The Race for Gus Farace         | н/д                                |
| 2004      | с  | Вопрос о Боге: Зигмунд Фрейд и К.С. Льюис | The Question of God: Sigmund Freud & C.S. Lewis | н/д                                |